# Anna Anatoljewna Pawlowa
Anna Anatoljewna Pawlowa (russisch Анна Анатольевна Павлова, wiss. Transliteration Anna Anatol'evna Pavlova; * 6. September 1987 in Orechowo-Sujewo) ist eine ehemalige russische Turnerin und Olympiateilnehmerin, die seit 2013 für Aserbaidschan an Wettkämpfen teilnimmt.

## Karriere
Pawlowa begann bereits im Alter von 5 Jahren mit dem Turnen. Sie wird von ihrer Mutter Natalja Pawlowa trainiert und gehört dem MGFSO Dynamo in Moskau an. In der Choreographie wird sie unterstützt von Olga Maximowa und in den artistischen Einlagen trainiert sie Boris Schuwalow. Internationale Bekanntheit errang sie 2000 als Siegerin der Junioren-Europameisterschaften am Schwebebalken. Danach gewann sie 2001 bei den Goodwill Games die Silbermedaille am gleichen Gerät.
Bei den XXVIII. Olympischen Sommerspielen 2004 in Athen gewann sie mit 9,475 Punkten die Bronzemedaille im Sprung. Siegerin wurde die Rumänin Monica Roșu mit 9,656 Punkten und die Silbermedaille ging an die US-Amerikanerin Annia Hatch mit 9,481 Punkten.
Ebenfalls Bronze hatte sie zuvor bereits im Mannschaftswettbewerb errungen. Das russische Team mit Ljudmila Jeschowa, Swetlana Chorkina, Maria Krjutschkowa, Jelena Samolodtschikowa und Natalja Siganschina erreichte 113,235 Punkte. Gold ging an das Team aus Rumänien (114,283) und Silber an die USA (113,584).
Bei den Olympischen Spielen 2008 in Peking belegte sie mit der Russischen Mannschaft den vierten Rang. Auch im Mehrkampf, sowie im Sprung-, Boden- und Schwebebalkenfinale gelang es ihr nicht eine Medaille zu erturnen.